# Квансан
Квансан (кор. 광산구) — муниципальный район города-метрополии Кванджу в Республике Корея.

## История
1 октября 1935 года к уездному городу Кванджу была присоединена часть уезда Кванджу. После чего его статус был повышен до города областного значения Кванджу. Из оставшейся части уезда Кванджу был создан новый уезд, получивший название Квансан. 1 января 1988 года город Сончжон и район Квансан были включены в состав города Кванджу как автономный район и получили название Квансан. 1 мая 1988 года автономный район был преобразован в административный район.  

## Описание
Район Квансан — самый большой район Кванджу, его площадь — 222,89 км², что составляет около 45% территории города. Общая численность населения района по состоянию на сентябрь 2004 года составляет 295 294 человека, плотность населения района — 1085 чел./км².
В районе Квансан есть рынок Сонсон, построенный в 1913 году. Там проходит ежегодный фестиваль пшеницы.